# Tribunal fédéral des assurances (Suisse)
Le Tribunal fédéral des assurances  (TFA) avait été fondé en 1918 et avait son siège à Lucerne. Au 1er janvier 2007, il a été intégré dans le Tribunal fédéral.

## Compétences
- Le TFA traitait des recours en matière d'assurances sociales fédérales.

## Plan administratif
- Il constituait l'une des cours du Tribunal fédéral de Lausanne, mais il avait son siège à Lucerne et s'organisait de manière autonome.
- Sur le plan administratif, le Tribunal fédéral des assurances était soumis exclusivement à la haute surveillance de l'Assemblée fédérale.

## Chiffres
En 2005 :
- 11 juges permanents.
- 11 juges suppléants.
- 70 postes de collaborateur, dont 41 greffiers et greffières juristes (référendaires) dont l'importance ne saurait être sous-estimée dans le traitement des recours.
- 2 320 affaires liquidées.